# Edward Mounier Boxer
Edward Mounier Boxer (fevereiro de 1822 Dover, Inglaterra — 02 de janeiro de 1898 (75 anos) Ryde, Ilha de Wight, Inglaterra), foi um oficial britânico e inventor no campo da tecnologia de armas. Entre outras coisas, ele melhorou detonadores e projéteis; ele é mais conhecido pela invenção da espoleta Boxer para cartuchos de fogo central que levou seu nome.

## Biografia
O pai de Edward Mounier Boxer foi o Almirante da Marinha Real Edward Boxer. Aos quinze anos, Boxer ingressou no Exército Britânico como cadete e se formou em 1939. Originalmente, ele queria ingressar no "Royal Engineers", o corpo de engenheiros. Em vez disso, ele foi colocado a serviço da "Royal Artillery", a força de artilharia, em dezembro de 1839. Ele esteve estacionado em Malta de 1841 a 1842. Em 1843, como um jovem oficial, Boxer casou-se com Eleanor Charlotte Frances Payne, filha de um oficial da Artilharia Real. Desde 1847 ele foi um instrutor de construção de fortalezas na Royal Military Academy, Woolwich. No início de sua carreira, ele se interessou por melhorias na tecnologia de armas, mesmo que o apoio militar fosse limitado devido ao período relativamente longo de paz. Em seu papel como instrutor, ele escreveu um trabalho padrão sobre artilharia.
Enquanto ainda era instrutor, ele fez milhares de granadas de estilhaços aperfeiçoadas de acordo com seu projeto por sua própria iniciativa. Pelo menos agora suas habilidades foram reconhecidas. Em 13 de abril de 1854 ele se tornou um "ordenança técnico" no laboratório de munições "Royal Laboratories" do "Royal Arsenal" em Londres. Seu conhecimento técnico o levou a assumir a gestão dos "Royal Laboratories" em junho de 1855. Ele construiu novas instalações de produção, estabeleceu uma fundição e avançou com a mecanização. Ele também foi membro do "Ordnance Select Committee", um comitê de aquisição de armamentos para o Exército Britânico. Em 1868 ele foi promovido a Coronel.
Boxer entrou em uma disputa com o "War Office" para saber se ele tinha permissão para registrar suas patentes ou se tinha permissão para obter lucro financeiro com elas. Ele teria feito as invenções a seu serviço como chefe do laboratório de munições (invenção do empregado). A disputa já existia, e estava sob o exame do secretário de Guerra John Pakington. Por suas primeiras invenções durante a Guerra da Crimeia, Boxer recebeu uma compensação financeira do "War Office" em 1857. No entanto, o "War Office" se recusou a pagar comissões além de seus salários por invenções passadas. Boxer concordou com as taxas de licença diretamente com o fabricante de munições Eley Brothers. Isso foi uma pedra no sapato do "War Office", que propôs um aumento no salário de Boxer se ele renunciasse aos royalties. Boxer recusou a sugestão.
A disputa escalou sob o próximo secretário de guerra britânico, Edward Cardwell, quando Boxer foi questionado sobre os royalties da Eley Brothers, ele considerou que suas patentes e os lucros delas eram privados. Cardwell interpretou a resposta como uma insubordinação e pediu a renúncia de Boxer, que a apresentou. Além disso, houve alegações de que Boxer mudou apenas ligeiramente as patentes de outros e as apresentou como suas próprias idéias. Esta disputa foi travada em público e em tribunal e também preocupou o Parlamento do Reino Unido. Boxer deixou o Exército em dezembro de 1869 com o posto de major-general. Em 1870, Boxer publicou o panfleto "Colonel Boxer and the War Office" como uma declaração pessoal unilateral.
O filho de Boxer, Edward William Frederick Boxer, era um oficial da Marinha e morreu no naufrágio do HMS Captain em setembro de 1870.

## Invenções

### Detonador de tempo ajustável para granadas

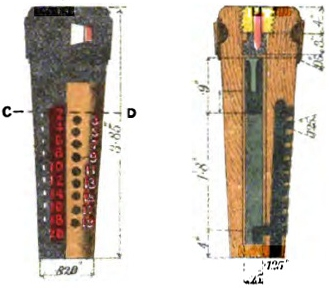
O Detonador de tempo Boxer.

Em 1849, Boxer desenvolveu um detonador ("fusível") de tempo ajustável. Uma coluna com o dispositivo incendiário e dois canais cheios de pólvora, dos quais várias aberturas numeradas se ramificavam, foram perfurados no corpo de madeira. As aberturas, fechadas com argila, eram numeradas e correspondiam ao tempo até o detonador ser acionado. Antes de o detonador ser inserido na granada, uma dessas aberturas era perfurada de forma que, após a carga ter queimado até a altura da abertura em questão, a chama pudesse atingir a carga explosiva diretamente através do canal de controle de fogo.
O acesso à coluna incendiária era protegido por uma tampa, que deveria ser removida antes de carregar a granada. O tubo incendiário era conectado aos dutos de controle de fogo na parte inferior para garantir que o detonador acendesse após o tempo máximo ter sido atingido. O detonador estava em contato com a carga explosiva da granada; a chama piloto saia do fundo do detonador e acendia o explosivo.
Para definir o detonador para o tempo desejado, o orifício correspondente tinha que ser perfurado. Iniciar o processo com o detonador e inseri-lo no projétil leva cerca de 15 segundos.
O "detonador de tempo Boxer" foi introduzido em 1855. Esse detonador resolveu muitos problemas relacionados aos detonadores de tempo usados até então e os substituiu. Ele era confiável e permaneceu em serviço por muitos anos.

## Granada de diafragma

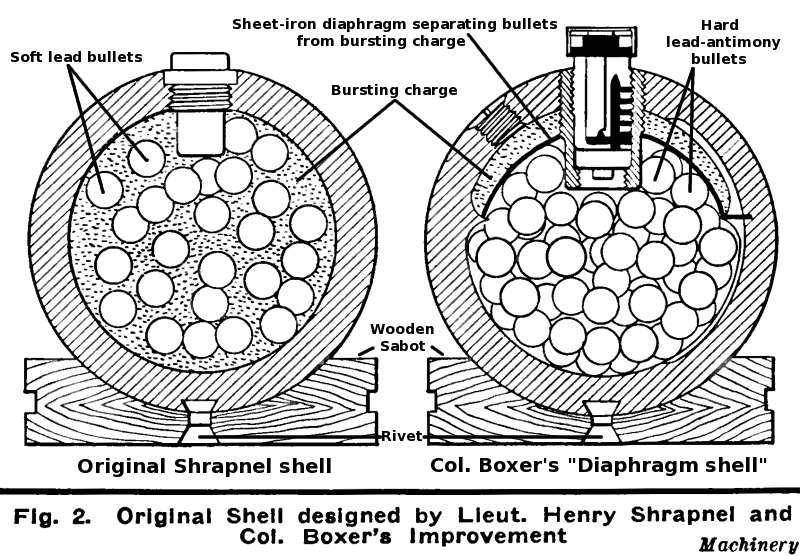
A granada Shrapnel original (esquerda); e a versão Boxer de diafragma (direita).

Boxer estava preocupado com as melhorias nas granadas do tipo "Shrapnel" (menores que as do tipo a metralha), em 1849. Após um teste bem-sucedido, ele propôs uma munição "Shrapnel de diafragma" em maio de 1852.
Na "granada Shrapnel" original, as bolas de metal estavam embutidas nos explosivos. Em alguns casos, isso fzia com que a munição explodisse prematuramente, pois o atrito poderia surgir entre as bolas de metal no momento do disparo. A ideia de Boxer era separar os explosivos das bolas de metal com uma divisória (diafragma). Os explosivos não ficavam no centro, mas de um lado, para distribuir as bolas de metal da maneira mais uniforme possível. Para a liberação da carga, o estojo da munição tinha pontos de quebra pré-determinados.
Este tipo de "granada Shrapnel" foi introduzido em 1855.

## Sinalizadores de pára-quedas
Em 1850, Boxer desenvolveu uma "munição sinalizadora" (no uso militar, para iluminar o campo inimigo). Essa munição consistia em duas meias conchas esféricas feitas de ferro forjado fino. A meia concha inferior continha uma mistura incandescente de salitre, enxofre e um "auripigmento", a meia concha superior continha um paraquedas ao qual a meia concha com o sinalizador estava presa com correntes. Além disso, um pequeno dispositivo explosivo com um fusível de tempo era instalado para abrir as meias-conchas.
A granada era disparada de um morteiro; o fusível de tempo devia ser ajustado de forma que acendesse o dispositivo explosivo quando o ponto mais alto fosse atingido. O dispositivo explosivo abria a casca externa. A meia-concha mais pesada com o sinalizador caia mais rápido do que o resto e abria o paraquedas. O tempo de funcionamento (acesa) era de 1 a 3 minutos.

## Foguete de resgate

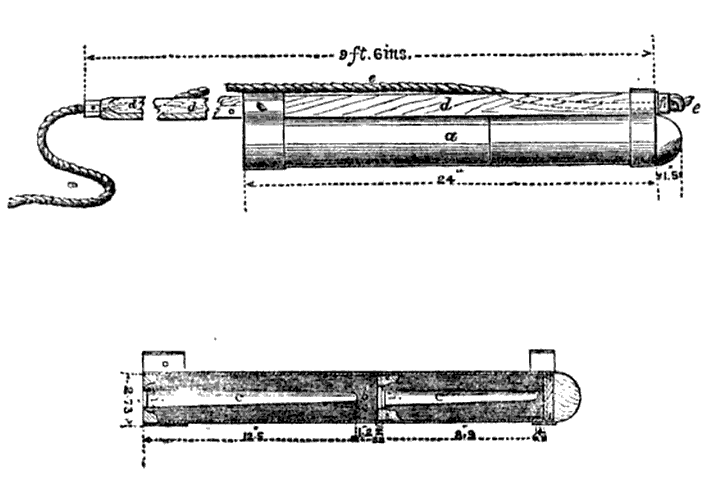
O "foguete de resgate" Boxer.

No início da Guerra da Crimeia (1853), Boxer desenvolveu ainda mais o foguete Congreve. As melhorias, no entanto, tiveram pouco uso prático; Em 1866, o Exército Britânico retirou de serviço os "foguetes de guerra".
O foguete, por outro lado, foi usado como dispositivo "lançador de linha"exemplo para navios em perigo próximos à costa desde o final da década de 1860. Com o foguete, um salva-vidas poderia ser disparado da margem para o navio naufragado.
O foguete Boxer era um foguete de dois estágios com uma haste central de estabilização. O "foguete Boxer" foi usado até a década de 1940, após o que foi substituído por sistemas mais leves e portáteis.

## Lubrificação da bala
Durante a Rebelião Indiana de 1857, ficou claro que a lubrificação da bala do mosquete estriado Enfield, pattern 1853 era insuficiente. O sebo do lubrificante derretia com o clima quente. Boxer sugeriu então a lubrificação com cera de abelha pura.

## Acionamento do fusível de tempo por aceleração
O desenvolvimento técnico da artilharia exigiu um maior desenvolvimento do fusível de tempo, que Boxer conseguiu em 1863. Granadas para muzzleloaders foram iniciadas ao disparar por fusíveis localizados fora e levando para a granada da explosão da carga do propelente. Os projéteis de carregamento da culatra selam o cano tão bem que nenhuma chama explosiva pode atingir a frente do detonador da granada. Boxer, portanto, desenvolveu uma iniciação baseada no momento de inércia da massa, porque a granada é fortemente acelerada quando é disparada.
No detonador havia um peso, o martelo, pendurado por um fio. Quando foi disparado, o fio se rasgou e o martelo atingiu um boné de percussão, cuja chama de explosão acionou o fusível do tempo. Um alfinete de segurança, que teve de ser removido antes do lançamento, evitou uma explosão acidental. Caso contrário, o fusível de tempo correspondia essencialmente ao fusível de tempo de Boxer para carregadores de focinho.

## Cartucho de fogo central com estojo em espiral e espoleta Boxer
Em 1864, o governo britânico decidiu converter o mosquete estriado Pattern 1853 Enfield em um rifle Snider–Enfield por retrocarga moderno. Para isso, Boxer desenvolveu o cartucho .577 Snider para utilizá-la. O invólucro do cartucho consistia em uma folha de latão enrolada, com papel colado na parte externa.
A espoleta Boxer ficava em um recesso na parte inferior do estojo. Uma placa côncava atua como uma bigorna contra a qual o pino de disparo era impulsionado. Essa "bigorna" é parte integrante da espoleta, e é isso que caracteriza a espoleta Boxer. Boxer obteve duas patentes no Reino Unido; Nº 137 de 15 de janeiro de 1866 e nº 2653 de 13 de outubro de 1866. Nos EUA ele teve o cartucho protegido com a patente 91.818 em 1869. Embora o estojo de folha de latão enrolada tenha sido substituído por um estojo sólido depois de alguns anos, a espoleta Boxer ainda é usada até hoje.

## Munição Schrapnell
Na Exposição Universal de Paris em 1867, foi apresentado o projeto de Boxer de uma munição do tipo "Shrapnel" que poderia ser disparada de uma arma de retrocarga. A carga explosiva estava no fundo da granada e não causou nenhum espalhamento adicional, mas, em vez disso, expulsou os projéteis da granada e, assim, deu-lhes aceleração adicional. A faísca para acender a carga explosiva vinha através de um tubo do fusível de tempo na ogiva (princípio de "spit-back").